# ليزا برينور
ليزا برينور (بالألمانية: Lisa Brennauer)‏ مواليد 8 يونيو 1988 في كمبتن، ألمانيا الغربية، هي درّاجة ألمانية. شاركت في دورة الألعاب الأولمبية الصيفية.

## سجل النتائج

### سباقات أو مراحل فازت بها
- بطولة العالم لسباق الدراجات على الطريق

## الميداليات
| الميدالية | المسابقة                                    |
| --------- | ------------------------------------------- |
| ذهبية     | بطولة العالم لسباق الدراجات على الطريق 2014 |
| فضية      | بطولة العالم لسباق الدراجات على الطريق 2014 |
| برونزية   | بطولة العالم لسباق الدراجات على الطريق 2015 |
| ذهبية     | بطولة العالم لسباق الدراجات على الطريق 2013 |
| ذهبية     | بطولة العالم لسباق الدراجات على الطريق 2014 |
| ذهبية     | بطولة العالم لسباق الدراجات على الطريق 2015 |

### سباقات أو مراحل فاز بها
| التاريخ        | السباق                                                                  | المركز                                         |
| -------------- | ----------------------------------------------------------------------- | ---------------------------------------------- |
| 01 يناير 2005  | سباق الطريق ضد الساعة للشابات في بطولة العالم 2005                      | الفائز في التصنيف العام                        |
| 23 أغسطس 2009  | Albstadt-Frauen-Etappenrennen 2009                                      |                                                |
| 14 أغسطس 2010  | 2010 La Route de France                                                 | الثالث في تصنيف أفضل شاب                       |
| 27 أغسطس 2012  | 2012 Lotto-Decca Tour                                                   |                                                |
| 21 يونيو 2013  | سباق الدراجات ضد الساعة للسيدات في بطولة ألمانيا 2013                   | الفائز في التصنيف العام                        |
| 21 يوليو 2013  | سباق تورينجيا للسيدات 2013                                              |                                                |
| 26 أغسطس 2013  | 2013 Lotto-Belisol Belgium Tour                                         |                                                |
| 15 سبتمبر 2013 | 2013 Chrono Champenois–Trophée Européen                                 | الرابع في التصنيف العام                        |
| 01 يناير 2014  | سباق الدراجات على الطريق للسيدات 2014                                   | الخامس في تصنيف النقاط                         |
| 01 يونيو 2014  | 2014 Auensteiner-Radsporttage                                           | الفائز في التصنيف العام                        |
| 27 يونيو 2014  | سباق الدراجات ضد الساعة للسيدات في بطولة ألمانيا 2014                   | الفائز في التصنيف العام                        |
| 28 يونيو 2014  | سباق الطريق للسيدات في بطولة ألمانيا 2014                               | الفائز في التصنيف العام                        |
| 20 يوليو 2014  | سباق تورينجيا للسيدات 2014                                              |                                                |
| 07 سبتمبر 2014 | بويز ليديز تور 2014                                                     |                                                |
| 23 سبتمبر 2014 | سباق الزمن للسيدات في بطولة العالم 2014                                 | الفائز في التصنيف العام                        |
| 27 سبتمبر 2014 | سباق الطريق للسيدات في بطولة العالم 2014                                |                                                |
| 01 يناير 2015  | 2015 Omloop van Borsele-ITT                                             |                                                |
| 12 أبريل 2015  | هيلثي أجينج تور 2015                                                    | الفائز في التصنيف العام                        |
| 21 يونيو 2015  | طواف النساء 2015                                                        | الفائز في التصنيف العام                        |
| 26 يونيو 2015  | سباق الدراجات ضد الساعة للسيدات في بطولة ألمانيا 2015                   |                                                |
| 28 يونيو 2015  | سباق الطريق للسيدات في بطولة ألمانيا 2015                               |                                                |
| 06 سبتمبر 2015 | بويز ليديز تور 2015                                                     | الفائز في التصنيف العام                        |
| 22 سبتمبر 2015 | سباق الزمن للسيدات في بطولة العالم 2015                                 |                                                |
| 01 يناير 2016  | 2016 Omloop van Borsele-ITT                                             | الفائز في التصنيف العام                        |
| 24 يونيو 2016  | سباق الدراجات ضد الساعة للسيدات في بطولة ألمانيا 2016                   |                                                |
| 26 يونيو 2016  | سباق الطريق للسيدات في بطولة ألمانيا 2016                               |                                                |
| 23 يونيو 2017  | سباق الدراجات ضد الساعة للسيدات في بطولة ألمانيا 2017                   |                                                |
| 24 يونيو 2017  | سباق الطريق للسيدات في بطولة ألمانيا 2017                               |                                                |
| 18 يوليو 2017  | سباق تورينجيا للسيدات 2017                                              | الفائز في التصنيف العام                        |
| 03 سبتمبر 2017 | بويز ليديز تور 2017                                                     | الأول في تصنيف النقاط، الرابع في التصنيف العام |
| 01 يناير 2018  | 2018 UEC European Track Championships – women's individual pursuit      |                                                |
| 03 يونيو 2018  | سباق تورينجيا للسيدات 2018                                              | الفائز في التصنيف العام                        |
| 29 يونيو 2018  | سباق الدراجات ضد الساعة للسيدات في بطولة ألمانيا 2018                   | الفائز في التصنيف العام                        |
| 12 مايو 2019   | جراند بريكس إلسي جاكوبس 2019                                            | الفائز في التصنيف العام                        |
| 28 يونيو 2019  | سباق الدراجات ضد الساعة للسيدات في بطولة ألمانيا 2019                   |                                                |
| 30 يونيو 2019  | سباق الطريق للسيدات في بطولة ألمانيا 2019                               | الفائز في التصنيف العام                        |
| 15 سبتمبر 2019 | سباق سيراتزيت تشالنج 2019                                               | الفائز في التصنيف العام                        |
| 23 أغسطس 2020  | سباق الطريق للسيدات في بطولة ألمانيا 2020                               | الفائز في التصنيف العام                        |
| 08 نوفمبر 2020 | سباق سيراتزيت تشالنج 2020                                               | الفائز في التصنيف العام                        |
| 19 يونيو 2021  | سباق الطريق ضد الساعة للسيدات في بطولة ألمانيا 2021                     | الفائز في التصنيف العام                        |
| 20 يونيو 2021  | سباق الطريق للسيدات في بطولة ألمانيا 2021                               | الفائز في التصنيف العام                        |
| 23 أكتوبر 2021 | 2021 UCI Track Cycling World Championships – Women's individual pursuit |                                                |
| 24 يونيو 2022  | سباق الزمن على الطريق للسيدات في بطولة ألمانيا 2022                     | الفائز في التصنيف العام                        |

## روابط خارجية
- ليزا برينور على موقع الاتحاد الدولي للدراجات (الإنجليزية)
- ليزا برينور على موقع أرشيف الدراجات (الإنجليزية)
- ليزا برينور على موقع إحصائيات الدراجات الإحترافية (الإنجليزية)
- ليزا برينور على موقع نسبة الدراجات (الإنجليزية)
- ليزا برينور على موقع CycleBase (الإنجليزية)
- ليزا برينور على موقع CyclingDatabase.com (مؤرشف) (الإنجليزية)
- ليزا برينور على موقع اللجنة الأولمبية الدولية (الإنجليزية)
- ليزا برينور على موقع أوليمبيديا (الإنجليزية)
- ليزا برينور على موقع اللجنة الأولمبية الألمانية (الألمانية)